# 서해문화재연구원
재단법인 청구고고연구원은 우리의 유구한 문화유산의 조사연구․보존․보호를 통하여 민족문화의 우수성을 선양하고 새로운 문화창조에 기여한다. 그리고, 문화유산과 관련된 지표조사, 발굴조사를 실시하며 그에 따른 보존과 관리 등 활용방안을 과학적으로 제시한다. 나아가, 세계의 다양한 문화와 인적교류를 통하여 법인의 질적 향상을 추구하기 위하여 2009년 4월 30일 설립된 문화체육관광부 소관의 재단법인이다. 사무실은 경기도 오산시 오산로 23, 2층 (갈곶동, 정우빌딩)에 있다.

## 주요 사업
- 문화재 현황 조사 및 연구
- 매장문화재 문화유적 조사 및 연구
- 문화재 보호·보존에 대한 연구
- 문화재와 관련된 학술행사 개최 및 연구서 발간
- 문화재와 관련된 전문인력 지원사업 및 양성을 위한 교육
- 문화재에 대한 자문 및 위탁 등 관련사업
- 기타 본 연구소의 목적을 달성하기 위하여 필요한 사업